# Метиновая звезда
Метиновая звезда (CH-звезда) — особый вид углеродных звёзд, характеризующийся наличием в спектре линий поглощения CH (метин или метилидин) (416,4 нм). Впервые такие звёзды были выделены в отдельную группу Ф. Кинаном в 1942 году.

## Происхождение
Установлено, что многие метиновые звёзды входят в состав двойных систем и есть основания полагать, что они все двойные. Поэтому выдвигается гипотеза, что метиновые звёзды, подобно бариевым преобразились в результате аккреции вещества от второго компонента, бывшего когда-то углеродной звездой.

## Примеры
- V Ari
- ST Phe
- HD 26
- HD 198269
- HD 4395
- HD 5223
- HD 11377